# 古鲁板蒿镇
古鲁板蒿镇，原为古鲁板蒿乡，是中华人民共和国内蒙古自治区赤峰市敖汉旗下辖的一个乡镇级行政单位。2018年撤乡设镇。区划代码改为150430109。

## 行政区划
古鲁板蒿镇下辖以下地区：
古鲁板蒿村、山咀村、白家店村、八家村、西湾子村、孤山子村、李家营子村、东哈拉勿苏村、康家营子村、周家地村、东他拉村和新兴村。